# プームタム・ウェーチャヤチャイ
プームタム・ウェーチャヤチャイ（タイ語: ภูมิธรรม เวชยชัย, ラテン文字転写: Phumtham Wechayachai, 1953年12月5日 - ）は、タイ王国の政治家。現在、同国首相代行及び副首相兼内務大臣。セター内閣とペートンターン内閣で副首相兼商務大臣、国防大臣を歴任。
セター・タウィーシン首相が失職した2024年8月14日から同年8月18日まで、憲法の規定に基づき副首相として首相代行を務めた。2025年7月1日にペートンターン・シナワット首相が憲法裁判所から職務停止を命じられると、7月3日から再び首相代行を務めている。

## 経歴
1953年12月5日、バンコク・プラナコーン区生まれ。タウィータピセーク高校を卒業し、1975年にチュラロンコーン大学政治学部で政治学の学士号を取得し、 1984年には政治学の修士号を取得した。1997年から1998年までシン・コーポレーションの最高経営責任者を務めた。
政治的には、1977年から1978年までタイ共産党員だった。その後、 1978年から1997年まで民主党員として活動し、その後にタイ愛国党に入党した。
タクシン・シナワット首相の顧問を務め、第2次タクシン内閣で運輸副大臣に任命された。
2006年タイ軍事クーデターが起こると、プームタムは5年間公職からの追放処分を受けた。その後政界に復帰し、 2012年から2023年までタイ貢献党の幹事長兼副党首を務めた。
2023年のタイ総選挙後、プームタムはセター内閣の副首相兼商務大臣に任命された。
2024年4月28日、パーンプリー・パヒッターヌコーン外相の辞任に伴い、プームタムが外務大臣代行に任命された。4月30日、マリット・サンギアムポンが後任に就任した。
2024年8月14日、憲法裁判所がセター・タウィーシン首相に対して解職命令を下したため、失職したセターに代わってプームタムが首相代行を務め、8月18日にペートンターン・シナワットが後任の首相に就任するまで在職した。
2025年3月、プームタムはタイによるウイグル族40人の中国への強制送還に関して、新疆ウイグル自治区党書記の馬興瑞と会談した。
2025年6月18日、ペートンターンが国境問題を抱えるカンボジアのフン・セン前首相と電話会談した内容がリークされ、これに伴いペートンターンが提案した内閣改造は7月1日に国王ラーマ10世より承認されたが、同日、憲法裁判所はフン・センとの会談内容を問題視した上院議員36名より提出されていたペートンターンに対する失職請求を受理し、判決までの間、首相としての職務を停止することを命じた。
内閣改造においてプームタムは副首相に留任したものの、国防大臣から内務大臣へ異動となり、再度国王による就任式を経なければならず、従って副首相の権限を法的に行使できなかった。彼の就任式までスリヤ・ジュンルンルアンキット副首相が首相代行を務め、7月3日に就任式を終えたプームタムが筆頭閣僚たる副首相として首相代行に就任した。